# 陳耀全
陳耀全（英語：Andy Chan Yiu Tsuen，1970年11月6日—），現為無綫電視戲劇組電視劇監製。

## 歷年職務
無綫電視
- （1998年-2003年）電視劇助理編導
- （2003年-2012年）電視劇編導
- （2012年至今）電視廣播有限公司電視劇幕後人員戲劇組製作部監製

## 簡歷
陳耀全於1995年便加入香港無綫電視，曾擔任助理編導至2003年再次晉升為編導。
2012年，即由於從高級編導並且開始至晉升為電視劇監製，首部的電視劇集是《師父·明白了》。初期拍攝的作品常與編審石凱婷合作，敍事和刻劃人物彌漫香港劇集少有的深度慢活和浪漫氛圍。
與石凱婷分道揚鑣後，拍攝風格更偏向傳統無綫劇集，但仍保留令配角刻劃更為立體，及自然滲入大量次文化和專業知識原素的處理。近年與不同編審合作，拍攝劇本大多以職業為題材的劇集，例如《是咁的，法官閣下》、《機場特警》等。

## 作品列表
*以下列表只記錄陳耀全演出過的戲劇組製作部監製兼導演及影視作品，若有遺漏，請協助補充相關資料。

### 電視劇（無綫電視）

#### 助理編導
- 1995年-1999年：《真情》
- 1998年：《大澳的天空》、《西遊記（貳）》
- 1999年：《茶是故鄉濃》
- 2000年：《妙手仁心II》
- 2001年：《倚天屠龍記》、《皆大歡喜》
- 2002年：《騎呢大狀》
- 2003年：《九五至尊》、《繾綣仙凡間》
- 2004年：《歷劫驚濤》（TVB無綫電視台電視電影）

#### 編導
- 2003年：《西關大少》、《皆大歡喜》、《金牌冰人》
- 2004年：《棟篤神探》、《爭分奪秒》
- 2006年：《刑事情報科》、《火舞黃沙》
- 2007年：《溏心風暴》
- 2008年：《溏心風暴之家好月圓》、《珠光寶氣》
- 2010年：《巾幗梟雄之義海豪情》、《飛女正傳》、《囧探查過界》
- 2011年：《天與地》
- 2012年：《心戰》、《回到三國》
- 2013年：《金枝慾孽貳》、《師父·明白了》
- 2014年：《愛我請留言》
- 2018年：《是咁的，法官閣下》
- 2021年：《拳王》
- 2022年：《母親的》

#### 監製
- 2013年：《師父·明白了》
- 2014年：《愛我請留言》
- 2015年：《陪著你走》
- 2016年：《鐵馬戰車》、《純熟意外》
- 2017年：《全職沒女》
- 2018年：《平安谷之詭谷傳說》、《是咁的，法官閣下》
- 2020年：《機場特警》
- 2021年：《伙記辦大事》、《拳王》
- 2022年：《母親的》、《痞子殿下》
- 2023年：《寵愛Pet Pet》
- 2024年：《飛常日誌》
- 2025年：《痞子無間道》

## 相關
- 監製陳耀全於「2013年TVB上半年度傑出員工頒獎禮」得獎。[1]
- 監製主演談說《師父·明白了》梁祝宿世姻緣。[2]
- 《愛我請留言》拍攝全紀錄。[3]

### 其他作品
- 獅子山下（香港電台舞台劇）